# Totò
Totò [toˈtɔ], nombre artístico de Antonio Griffo Focas Flavio Angelo Ducas Comneno Porfirogenito Gagliardi De Curtis Di Bisanzio, o más sencillamente Antonio De Curtis (Nápoles, 15 de febrero de 1898-Roma, 15 de abril de 1967), fue un actor, letrista, poeta y comediante italiano.
Es considerado una de las figuras del espectáculo más importantes en la historia del cine internacional.
El arte de Totò se desarrolló en todos los géneros teatrales, desde las variedades hasta la gran revista. Participó en noventa y siete películas, interpretadas entre los años 1937 y 1967 y participó en nueve telefilmes.
Es considerado un icono a la altura de Buster Keaton o Charles Chaplin.

## Biografía

### Nacimiento

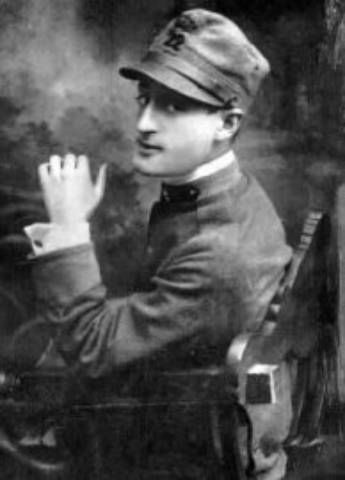
Totò con el uniforme del Ejército Italiano durante la Primera Guerra Mundial, 1918

Nació en el Rione Sanità de una relación clandestina entre su madre Anna Clemente y Giuseppe De Curtis, que en principio se negó a reconocerlo. La ausencia de la figura paterna fue un determinante del carácter del actor. A pesar de los deseos paternos de que se hiciera sacerdote, el joven Antonio, estimulado por sus primeros éxitos sobre los escenarios infantiles en los que participó, fue atraído por el mundo del espectáculo, comenzando a frecuentar los pequeños teatros periféricos a Nápoles y participando en pequeños monólogos, llamados en italiano macchiette. Fue en esa época cuando comenzó a utilizar el seudónimo de Clerment. Fue precisamente en esos escenarios donde conoció a actores del calibre de Eduardo De Filippo y Peppino De Filippo.
Después del servicio militar, realizado en Alessandria, durante la Primera Guerra Mundial, continuó con su carrera de macchiettista, actuando en la Sala Napoli de la capital campana. Fue allí donde obtuvo su primer éxito, una parodia de la célebre canción “Vipera”, retitulada por él como “Vicolo”.

### Los primeros éxitos
Se trasladó a Roma con su madre. Obtuvo papeles en compañías teatrales de bajo nivel, en las que se representaban farsas de la Comedia del Arte. Tras conocer a Giuseppe Jovinelli, propietario de un teatro, se internó en el mundo de los balets musicales cómicos, en los que obtuvo un gran éxito. Llegó así hasta la Sala Umberto I, frecuentada por lo mejor de la sociedad romana. El éxito aumentaba.
El primero de mayo de 1925, Totò fue iniciado en la logia masónica "Nazionale" de Roma, cuyo capo era Raoul Vittorio Palermi, soberano y estratega de la Gran Loggia d’Italia.
A partir de 1927 comenzó a hacerse conocido a nivel nacional, saliendo de gira con diversos espectáculos por las principales ciudades italianas. Conoció a la actriz Liliana Castagnola, con la que tuvo una breve pero intensa historia de amor. Tras la decisión de Totò de poner fin a la relación, Liliana decidió acabar con su vida, ingiriendo una sobredosis de medicamentos. La impresión de Totò fue tal que decidió enterrarla en la capilla de los De Curtis, en Nápoles, y después quiso llamar a su propia hija Liliana.
En 1937 Giuseppe De Curtis lo reconoció legalmente como su hijo. Totò comenzó entonces una cruzada para poder hacerse reconocer diversos títulos nobiliarios, basándose en investigaciones de estudiosos y heraldistas. Aunque estas reconstrucciones heráldicas fueron posteriormente cuestionadas, el Tribunal le reconoció varios títulos nobiliarios que, aunque no reconocidos por la República Italiana, se convirtieron en parte de su apellido, así que su nombre oficial pasó a ser Antonio Griffo Focas Flavio Angelo Ducas Comneno Porfirogenito Gagliardi De Curtis di Bisanzio.

### El encuentro con el cine
Totò se adentró en el mundo del cine en el año 1930, con la llegada del sonoro, cuando Stefano Pittaluga, productor del 95% de las películas italianas de la época, decidió darle una oportunidad al joven actor que en ese momento trabajaba en los teatros de toda Italia. La película, titulada El ladrón desgraciado, no vio nunca la luz, pero la prueba de cámara realizada con Totò, encontrada y restaurada en 1995, sorprende por la modernidad y la soltura de movimientos propios de un campesino, realizados por el actor en plenas facultades físicas.
El verdadero debut se produjo bajo la supervisión de Gustavo Lombardo, el fundador de la empresa Titanus, que en 1937 produjo el primer film de Totò, dirigido por Gero Zambuto: Fermo con le mani!, mediocre tentativa de ofrecer temas tocados por el personaje de Charlot. En una escena del film, bastante conocida y que extrañamente no fue censurada por las autoridades de la época, llega a parodiar al mismísimo Mussolini. 
Antes de la guerra rodó otras cinco películas, con brillantes elementos surreales.

### La Totò-manía

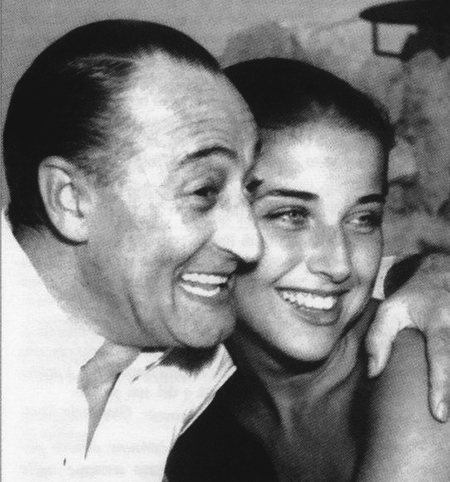
Junto a Franca Faldini, compañera de Totò hasta la muerte de éste

El periodo dorado del cómico se circunscribe entre 1947 y 1952, en cierto sentido el más libre, con parodias de gran éxito que contienen referencias satíricas bastante explícitas a la actualidad de la época: la posguerra, el mercado negro, los nuevos ricos, fueron víctimas de Totò, tanto en los escenarios como en el cine.
Sin embargo, en lo personal las cosas no andaban bien. Su esposa, de la que se había separado legalmente pero que seguía viviendo a su lado, conoció a un abogado con el que se casó. Al casarse también su hija en 1951 Totò se quedó solo. Fue en esa época cuando estuvo cortejando a la actriz Silvana Pampanini, que, sin embargo, le rechazó. La muerte de su hijo cuando era un bebé en 1954, fruto de la relación del actor con Franca Faldini, con la que se había casado en Suiza ese mismo año, sumió al actor en una depresión de la que le costó bastante tiempo salir.

### El último escenario

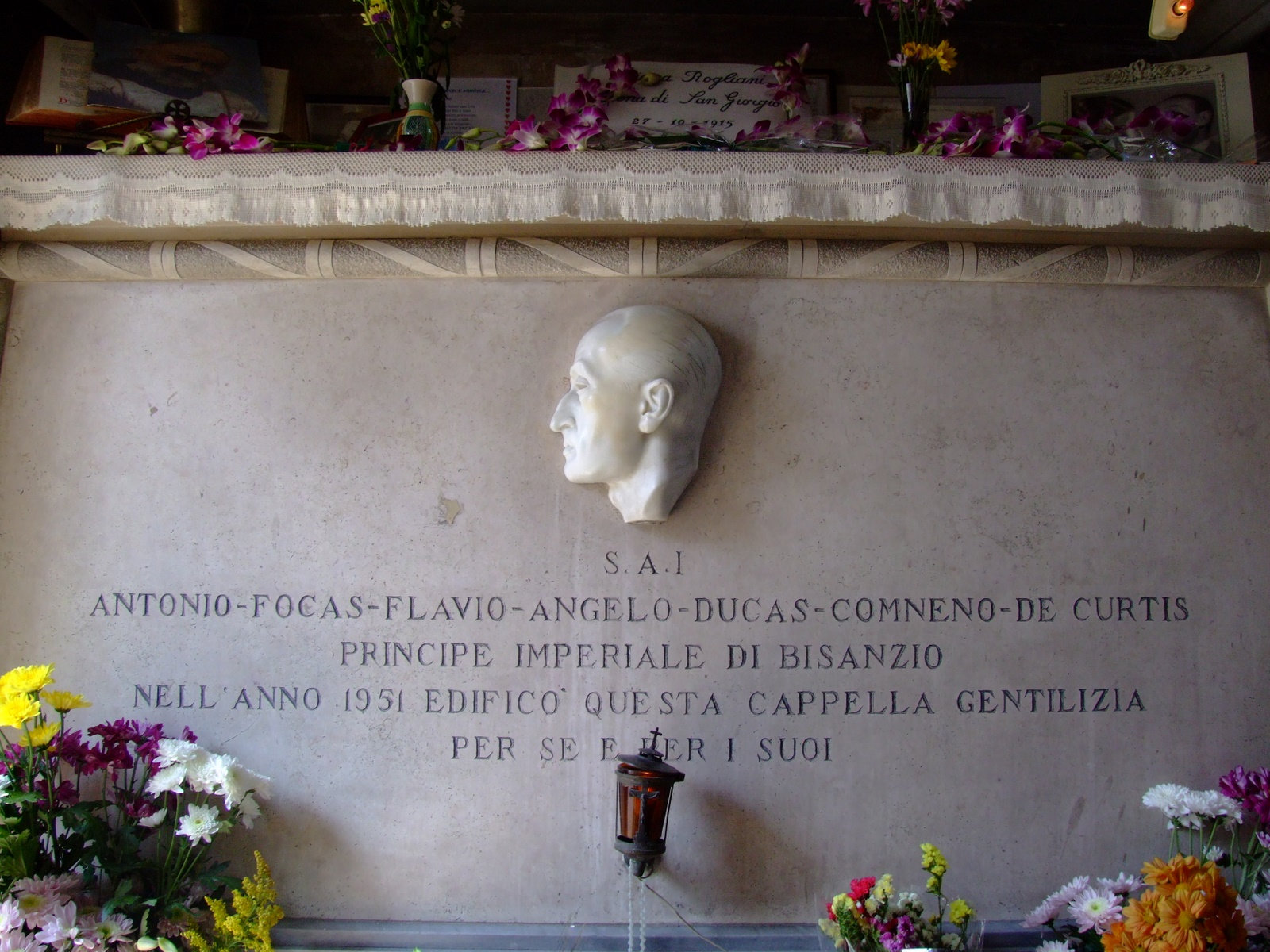
Tumba del actor en la capilla familiar, Cementerio Monumental de Poggioreale en Nápoles

Totò experimentó en el año 1952, en su película Totò a colori, con el sistema Ferraniacolor y con el cine tridimensional en la obra Il più comico spettacolo del mondo, una de las primeras películas estereoscópicas italianas. Tras alguna incursión en argumentos neorrealistas, desarrollados en películas de los años cincuenta, en 1956 Totò realizó su última revista, en el transcurso de la cual contrajo una broncopulmonía, de la que nunca llegaría a recuperarse. Llegó a perder incluso gran parte de la visión.
Los últimos años de vida estuvieron marcados no obstante por un trabajo incesante, a pesar de la enfermedad que el actor arrastraba. Murió, de forma repentina en su casa de Parioli. Su funeral en Nápoles fue un acontecimiento seguido por una masa de unas doscientas mil personas.

## Filmografía

### Actor cinematográfico
- Fermo con le mani!, Gero Zambuto (1937).

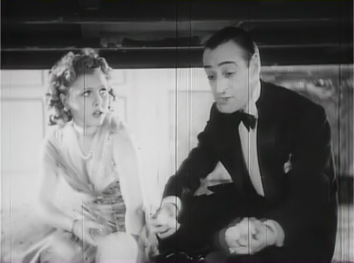
Lilia Dale y Totò en un fotograma de Animali pazzi, la segunda película interpretada por el cómico napolitano

- Animali pazzi, Carlo Ludovico Bragaglia (1939).
- San Giovanni decollato, Amleto Palermi (1940).
- L'allegro fantasma, Amleto Palermi (1941).
- Arcobaleno, Giorgio Ferroni (1943).
- Due cuori fra le belve, reeditada tras la guerra con el título de Totò nella fossa dei leoni, dirigida por Giorgio Simonelli (1943).
- Il ratto delle Sabine, reeditada tras la guerra con el título de Il professor Trombone, dirigida por Mario Bonnard (1945).
- I due orfanelli, Mario Mattoli (1947).
- Fifa e arena, Mario Mattoli (1948).
- Totò al giro d'Italia, Mario Mattoli (1948).
- I pompieri di Viggiù, Mario Mattoli (1949).
- Yvonne la nuit, Giuseppe Amato .
- Totó busca piso (Totò cerca casa), Mario Monicelli (1949).

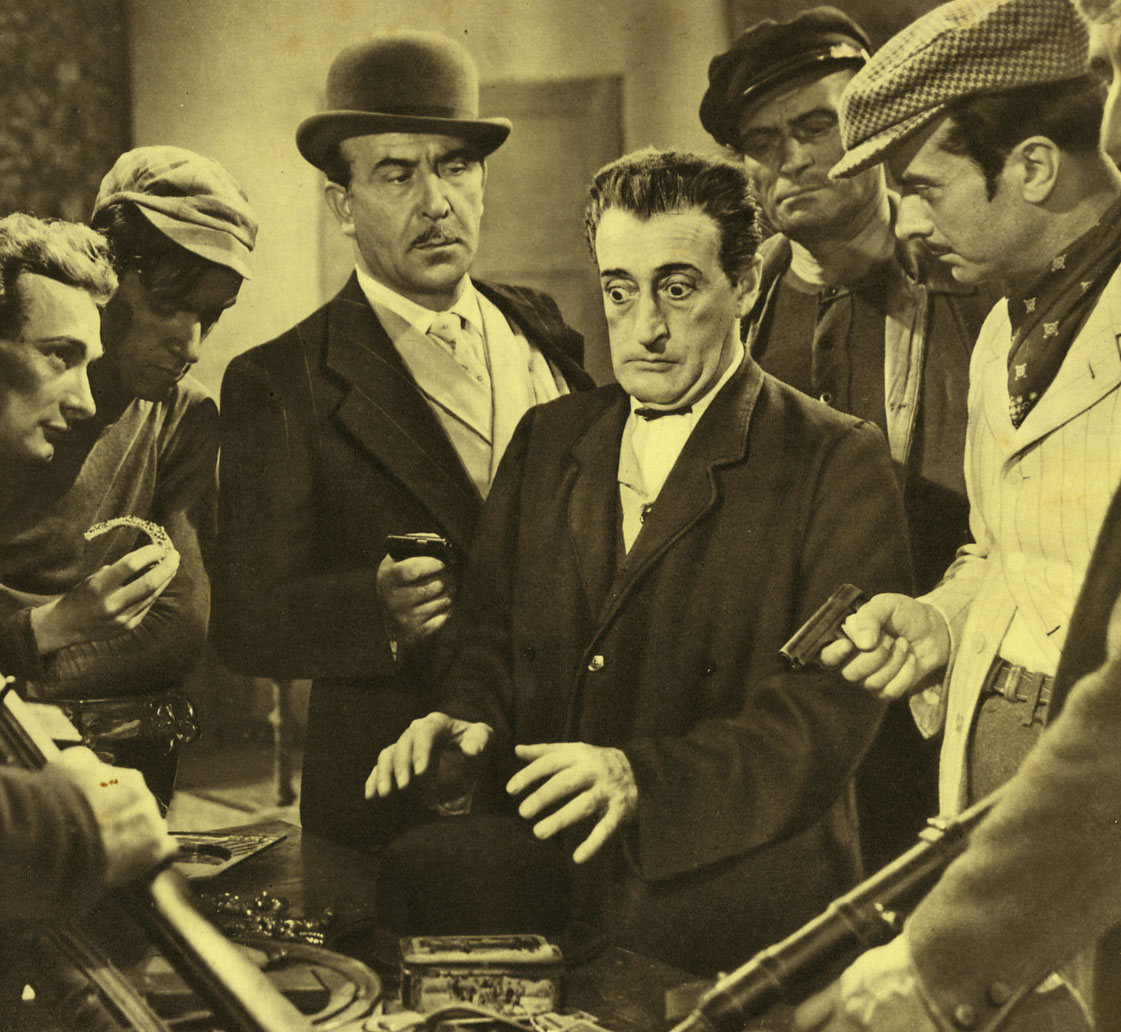
En Totò le Mokò, parodia de Pépé le Moko

- Totò le Mokò Carlo Ludovico Bragaglia (1949).
- L'imperatore di Capri, Luigi Comencini (1949).
- Totò cerca moglie, Carlo Ludovico Bragaglia (1950).
- Nápoles millonaria (Napoli milionaria), Eduardo De Filippo (1950).
- Figaro qua, Figaro là, Carlo Ludovico Bragaglia (1950).
- Le sei mogli di Barbablù, Carlo Ludovico Bragaglia (1950).
- Totó Tarzán (Tototarzan), Mario Mattoli (1950)
- Totò sceicco, Mario Mattoli (1950)
- El fantasma es un vivo (47 morto che parla), Carlo Ludovico Bragaglia (1950)
- Totò terzo uomo, Mario Mattoli (1951)
- Sette ore di guai, Vittorio Metz y Marcello Marchesi (1951)

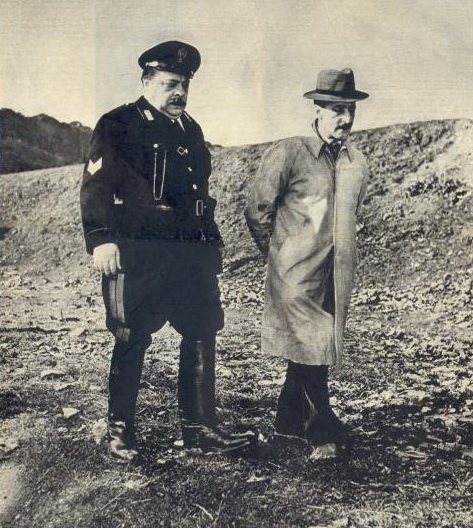
En el set de Guardias y ladrones junto a Aldo Fabrizi

- Guardias y ladrones (Guardie e ladri), Steno y Mario Monicelli (1951).
- Totò e i re di Roma, Steno e Mario Monicelli (1951).
- Totò a colori, Steno (1952).
- Dov'è la liberta?, Roberto Rossellini (1952).
- Totò e le donne, Steno (1952).
- L'uomo, la bestia e la virtù, Steno (1953).
- Un turco napolitano (Un turco napoletano), Mario Mattoli (1953).
- Una di quelle, Aldo Fabrizi (1953).

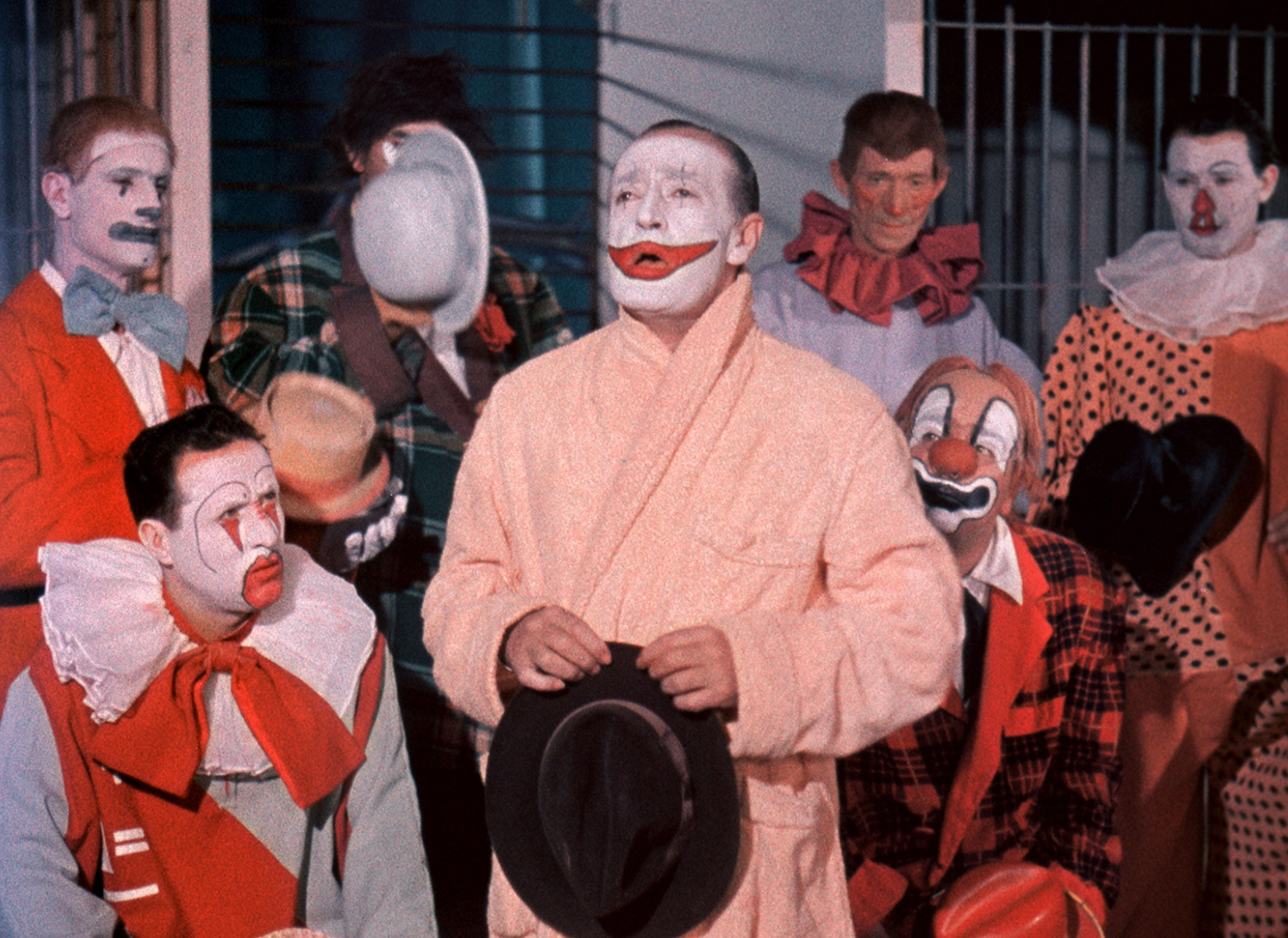
Como el payaso Tottons en Il più comico spettacolo del mondo

- Il più comico spettacolo del mondo, Mario Mattoli (1953).
- Totò e Carolina, Mario Monicelli (1953).
- La patente, episodio de Questa è la vita, Luigi Zampa (1954).
- Miseria y nobleza (Miseria e nobiltà), Mario Mattoli (1954).
- La macchina fotografica, episodio de Nuestros tiempos (Tempi nostri), Alessandro Blasetti (1954).
- I tre ladri, Lionello De Felice (1954).
- Il medico dei pazzi, Mario Mattoli (1954).
- Totò cerca pace, Mario Mattoli (1954).
- Il guappo, episodio de El oro de Nápoles (L'oro di Napoli), Vittorio De Sica (1954).
- Totò all'inferno, Camillo Mastrocinque (1955).
- Siamo uomini o caporali?, Camillo Mastrocinque (1955).
- Cuentos de Roma (Racconti romani), Gianni Franciolini (1955).
- Destinazione Piovarolo, Domenico Paolella (1955).
- Il coraggio, Domenico Paolella (1955).
- La banda degli onesti, Camillo Mastrocinque (1956).
- Totò lascia o raddoppia?, Camillo Mastrocinque (1956).
- Totò, Peppino e la... malafemmina, Camillo Mastrocinque (1956).

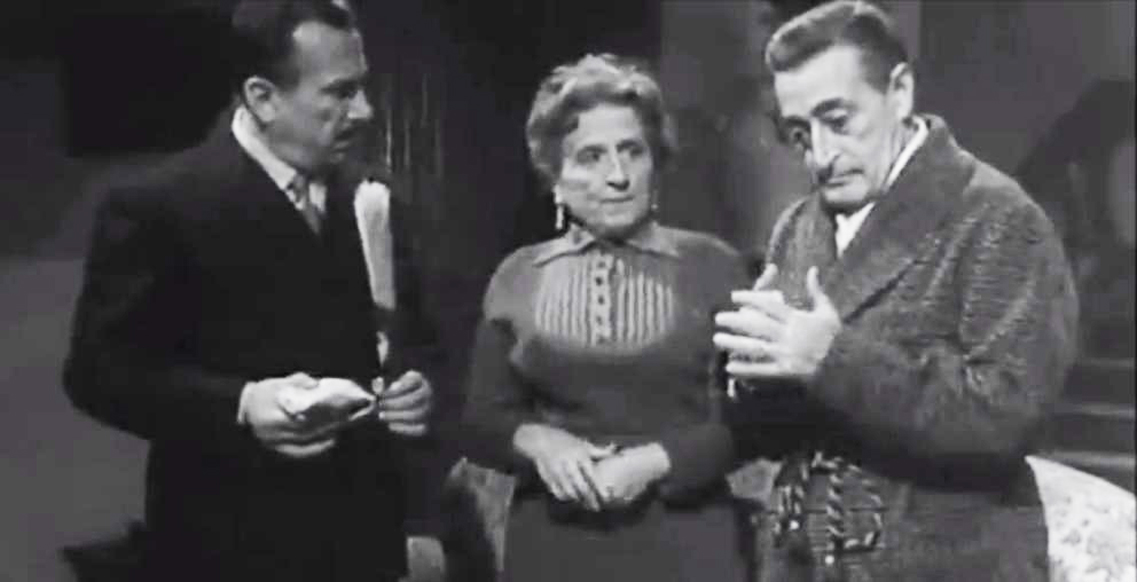
Peppino De Filippo, Titina De Filippo y Totò en una escena de Totó, Pepino y los forajidos

- Totó, Pepino y los forajidos (Totò, Peppino e i fuorilegge), Camillo Mastrocinque (1957).
- Mi mujer es doctor (Totò, Vittorio e la dottoressa), Camillo Mastrocinque (1957).

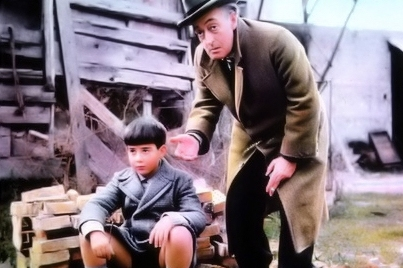
Totó y Pablito, con el pequeño Pablito Calvo

- Totó y Pablito (Totò e Marcellino), Antonio Musu (1958).
- Totò, Peppino e le fanatiche, Mario Mattoli (1958).
- Gambe d'oro, Turi Vasile (1958).

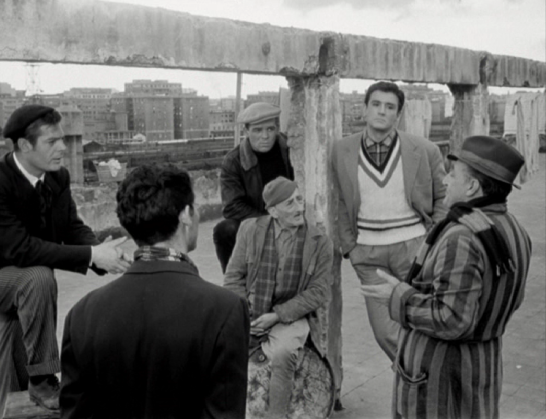
Fotograma de I soliti ignoti: Totò junto con Marcello Mastroianni, Tiberio Murgia, Renato Salvatori, Carlo Pisacane y Vittorio Gassman

- Los desconocidos de siempre/Rufufú (I Soliti Ignoti), Mario Monicelli (1958).
- Totò a Parigi, Camillo Mastrocinque (1958).
- La ley es la ley (La legge è legge/La loi c'est la loi), Christian-Jaque (1958).
- Totò nella luna, Steno (1958).
- La culpa fue de Eva/Totó y la maja desnuda (Totò, Eva e il pennello proibito), Steno (1959).
- Los defraudadores (I tartassati), Steno (1959).
- Contrabando en Nápoles (I ladri), Lucio Fulci (1959).
- Arrangiatevi!, Mauro Bolognini (1959).
- La letra (La cambiale), Camillo Mastrocinque (1959).
- Noi duri, Camillo Mastrocinque (1960).
- Signori si nasce, Mario Mattoli (1960).
- Totó, Fabrizi y los jóvenes de hoy (Totò, Fabrizi e i giovani d'oggi), Mario Mattoli (1960).
- Letto a tre piazze, Steno (1960).
- Llegan los bribones (Risate di gioia), Mario Monicelli (1960).
- Chi si ferma è perduto, Sergio Corbucci (1960).
- Sua Eccellenza si fermò a mangiare Mario Mattoli (1961).
- Totò Peppino e la dolce vita, Sergio Corbucci (1961).
- Tototruffa 62, Camillo Mastrocinque (1961).
- Los dos oficiales (I due marescialli), Sergio Corbucci (1962).
- Totò diabolicus, Steno (1962).
- Totò contro Maciste, Fernando Cerchio (1962).
- Totò e Peppino divisi a Berlino, Giorgio Bianchi (1962).
- Lo smemorato di Collegno, Sergio Corbucci (1962).
- Totò di notte n. 1, Mario Amendola (1962).

- I due colonnelli, Steno (1962).

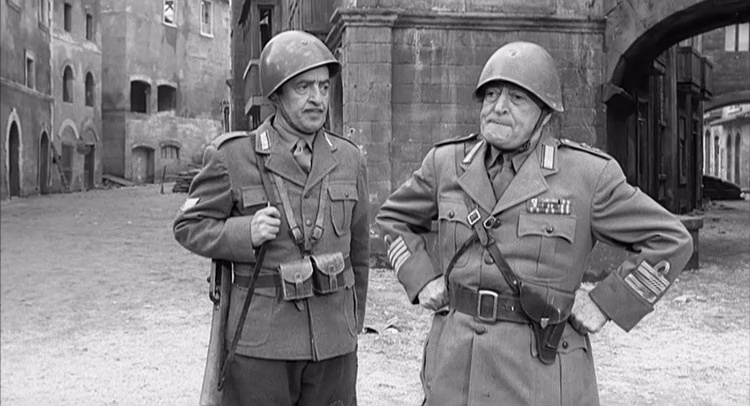
Con Nino Taranto en I due colonnelli

- El día más corto (Il giorno più corto), Sergio Corbucci (1963).
- Totó contra los cuatro (Totò contro i quattro), Steno (1963).
- El monje de Monza (Il monaco di Monza), Sergio Corbucci (1963).
- Vigile ignoto, episodio de Peligro, mujeres al volante (Le motorizzate), Marino Girolami (1963).
- Totò e Cleopatra, Fernando Cerchio (1963).
- Totò sexy, Mario Amendola (1963).
- Gli onorevoli, Sergio Corbucci (1963).
- Il comandante, Paolo Heusch (1964).
- Totò contro il pirata nero, Fernando Cerchio (1964).
- Che fine ha fatto Totò Baby? Ottavio Alessi (1964).
- Amare è un po' morire episodio de Le belle famiglie, Ugo Gregoretti (1964).
- Toto de Arabia (Totò d'Arabia), José Antonio De La Loma (1965).
- Amore e morte, episodio de Gli amanti latini, Mario Costa (1965).
- La mandrágora (La mandragola), Alberto Lattuada (1965).
- Rita, la figlia americana, Piero Vivarelli (1965).
- Pajaritos y pajarracos (Uccellacci e uccellini), Pier Paolo Pasolini (1966).
- Arreglo de cuentas en San Genaro (Operazione San Gennaro), Dino Risi (1966).
- La Terra vista dalla Luna, episodio de Le streghe, Pier Paolo Pasolini (1967).
- Il mostro della domenica, episodio de Capriccio all'italiana, Steno (1967).

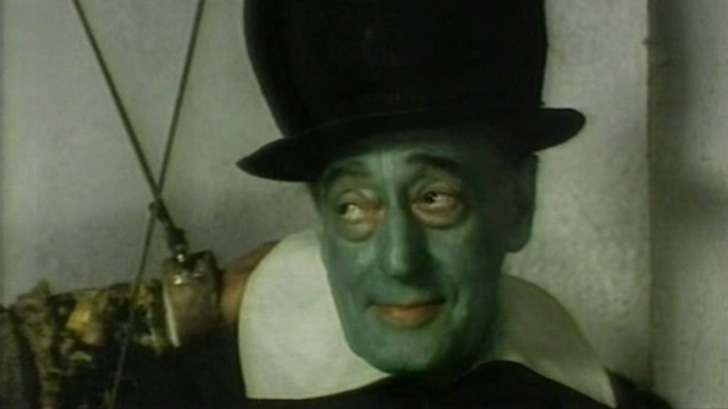
En el papel de Yago en Che cosa sono le nuvole?

- Che cosa sono le nuvole?, episodio de Capriccio all'italiana, Pier Paolo Pasolini (1967).

### Doblaje cinematográfico
- La vergine di Tripoli (1947) voz de Gobbone, il camello que narra los acontecimientos de la película.

### Guionista cinematográfico

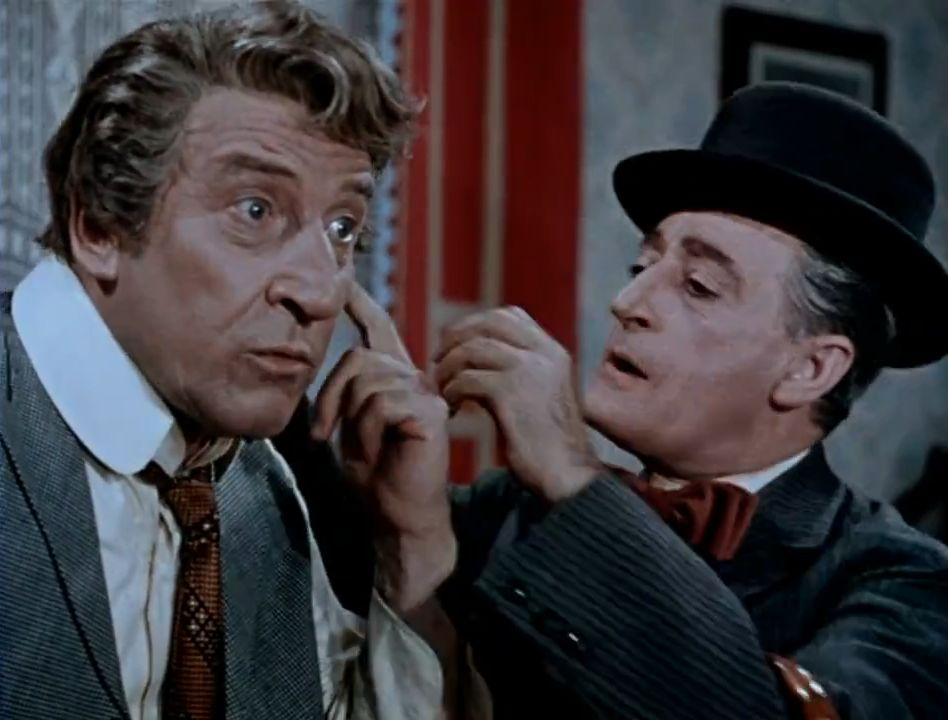
Con Carlo Ninchi en Il medico dei pazzi

- Il medico dei pazzi (1954) Mario Mattoli.
- Totò all'inferno (1955) Camillo Mastrocinque.
- Siamo uomini o Caporali (1955) Camillo Mastrocinque.
- Il coraggio (1955) Domenico Paolella.
- I due marescialli (1961) Sergio Corbucci.

### Actor televisivo
- Il latitante, emitido el 4 de mayo de 1967.
- Il Tuttofare, 10 de mayo de 1967.
- Il Grande Maestro, 13 de mayo de 1967.
- Don Giovannino, 18 de mayo de 1967.
- La Scommessa, 25 de mayo de 1967.
- Totò Ciak, 8 de junio de 1967.
- Totò a Napoli, 13 de junio de 1967.
- Totò Ye Ye, anunciado para ser emitido el 29 de junio de 1967, pero en realidad nunca se retransmitió.
- Premio Nobel, emitido el 6 de julio de 1967 .

### Guionista televisivo
- La scommessa episodio de TuttoTotò emitido el 25 mayo 1967.

### Pubblicitario
En el otoño de 1966 Totò rodó nueve sketch publicitarios para la Rai. A continuación se enumeran los nueve títulos, a pesar de que solo han sobrevivido dos:

- Totò cassiere
- Totò calzolaio
- Totò spazzino
- Totò petroliere
- Totò proprietario di ristoranti
- Totò farmacista
- Totò barista
- Totò giocatore
- Totò elettricista

En el mes de enero de 1967 se rodaron otros siete episodios, sobre un proyecto de diez, que nunca se completó debido a la carga de trabajo de Totò. Sin embargo en la actualidad no queda ni rastro de esos episodios, que nunca llegaron a emitirse:
- Totò ingegnere
- Totò pittore
- Totò metereonauta
- Totò iettatore
- Totò ferroviere
- Totò operaio
- Totò giardiniere

### Programas televisivos sobre Totò
- Il pianeta Totò, de Giancarlo Governi (1981).
- Viva Totò, conducido por Nanni Loy (1987).
- Caro Totò, ti voglio presentare..., presentado por Renzo Arbore (1992).
- Totò, un altro pianeta, de Giancarlo Governi (1993).
- Tocco e ritocco, de Giancarlo Governi (1994).
- La vita del principe Totò, de Giancarlo Governi (1995).
- Omaggio a Totò, de Giancarlo Governi (1997).
- Totò 100, de Giancarlo Governi (1998).

## Música

### Canciones
- Malafemmina (1951)
- Carme... Carme (1953)
- Miss... mia cara miss (1958)
- La mazurka di Totò (1949)
- Core Analfabeta (1955)
- Nun si na femmena (1951)
- Margherita (1935)
- Baciami (1965)
- Filomè (1960)
- Nemica (1959)
- Luntano a te (1953)
- Napule, tu e io (1948)
- Aggio perduto ammore (1959)
- Casa mia (1950)
- Che me diciste a ffà (1951)
- Con te (1954)
- Ddoje strade(1944)
- Uocchie ca me parlate (1963)
- Dincello, mamma mia (1945)
- Ischia mia (1946)
- L'ammore avesse a'essere (1949)
- Mammarella (1958)
- Margellina blu (1947)
- Le Lavandou (1962)
- Tapioca (1954)
- I voglio bene è femmene (1962)
- Scettico Napulitano (1961)
- Sulo (1955)

### Festival di Sanremo
- 1954:Con Te

## Teatro

### Actor teatral
Compañía de Isa Bluette:

- 1928: Madama Follia
- 1928: Il Paradiso delle Donne
- 1928: Mille e una donna
- 1928: Girotondo (teatro)|Girotondo
- 1928: Peccati... e poi Virtudi

Compañía de Achille Maresca:

- 1928: Sì, Sì, Susette
- 1928: La Stella del Charleston
- 1929: Monna Eva
- 1929: La giostra dell'amore

Compañía Stabile Napoletana Molinari de Enzo Aulicino:

- 1929: Messalina
- 1929: Santarellina
- 1929: Miseria e nobiltà
- 1929: Amore e Cinema
- 1929: Il Processo di Mary De' Can
- 1929: Bacco, Tabacco e Venere
- 1930: I Tre Moschettieri

Compañía di Riviste e Fantasie Comiche Totò de Achille Maresca:
- 1931: La Vile Seduttrice
- 1931: La vergine di Budda
- 1932: Colori Nuovi
- 1932: Ridi che ti passa
- 1932: Era lui, Sì... Sì...! Era lei, No... No...
- 1932: La Vergine Indiana
- 1932: Totò, Charlot per Amore
- 1933: Al Pappagallo
- 1933: Se quell'evaso fossi io
- 1933: Questo non è sonoro
- 1933: Il mondo è tuo
- 1933: La Banda delle Gialle
- 1933: Dalla Calza al Dollaro
- 1933: Il Grand'Otello
- 1934: La Mummia Vivente
- 1934: I Tre Moschettieri
- 1935: 50 milioni... c'è da impazzire!
- 1937: Dei due chi sarà
- 1937: Uomini a Nolo
- 1937: Novanta fa la Paura
- 1938: Se fossi un Don Giovanni
- 1938: L'Ultimo Tarzan
- 1938: Accade una notte che...
- 1939: Fra Moglie e Marito, la Suocera e il Dito
- 1940-1941: Quando meno te l'aspetti...
- 1941-1942: Volumineide
- 1942-1943: Orlando Curioso
- 1943-1944: Aria Nuova
- 1944- Che ti sei messo in testa?
- 1944-1945: Con un palmo di naso
- 1945-1946: Un anno dopo
- 1946-1947: Eravamo sette sorelle
- 1947 Ma se ci toccano nel nostro debole...
- 1947-1948: C'era una volta il mondo
- 1949-1950: Bada che ti Mangio!
- 1956-1957: A Prescindere

## Literatura

### Poesías
- Antonio De Curtis, 'A Livella, editorial Fausto Fiorentino de Nápoles (1968)
- Antonio De Curtis, Dedicate all'amore, editorial Colonnese de Nápoles (1981)

### Influencia de Totò en la Literatura
Un Totò enfermo y al borde de la muerte es el protagonista literario del cuento El príncipe del Vómero, incluido en el libro Estancos del Chiado de Fernando Clemot (Premio Setenil, 2009).

## Monografías y estudios sobre Totò
- Liliana De Curtis, Matilde Amorosi: Totò, mio padre, editorial Mondadori (1990)
- Liliana De Curtis, Matilde Amorosi: Totò, a prescindere, editorial Mondadori (1992)
- Liliana De Curtis, Matilde Amorosi: Totò, femmine e malafemmine, editorial Rizzoli (2004)
- Enrico Giacovelli, E poi dice che uno si butta a sinistra! - le battute più divertenti di tutti i film di Totò, editorial Gremese (1994)
- Alberto Anile, I film di Totò (1930 - 1945) L'estro funambolo e l'ameno spettro, editorial Le Mani (1995) – vencedor del Premio Filmcritica - Umberto Barbaroal mejor ensayo sobre cine del año
- Alberto Anile, I film di Totò (1946 - 1967) La maschera tradita, editorial Le Mani (1997)
- Alberto Anile, Totò proibito - Storia puntigliosa e grottesca sui rapporti tra il principe de Curtis e la censura, editorial Lindau (2005)